# Ouratea scottii
Ouratea scottii är en tvåhjärtbladig växtart. Ouratea scottii ingår i släktet Ouratea och familjen Ochnaceae.

## Underarter
Arten delas in i följande underarter:
- O. s. occidentalis
- O. s. scottii